# Aconogonon zaravschanicum
Aconogonon zaravschanicum är en slideväxtart som först beskrevs av Zakir., och fick sitt nu gällande namn av Sojak. Aconogonon zaravschanicum ingår i släktet sliden, och familjen slideväxter. Inga underarter finns listade i Catalogue of Life.